# Catarina Eufémia
Catarina Efigénia Sabino Eufémia (Baleizão, Beja, 13 de Fevereiro de 1928 — Monte do Olival, Baleizão, Beja, 19 de Maio de 1954) foi uma trabalhadora agrícola portuguesa que, na sequência de uma greve de assalariadas rurais, foi assassinada com três tiros quase à queima-roupa, pelas costas, pelo tenente João Tomaz Carrajola da Guarda Nacional Republicana. Com vinte e seis anos, analfabeta, Catarina tinha três filhos, um dos quais de oito meses. Ofereceu resistência ao regime salazarista, sendo ícone da resistência no Alentejo. Sophia de Mello Breyner, Carlos Aboim Inglez, Eduardo Valente da Fonseca, Francisco Miguel Duarte, José Afonso, José Carlos Ary dos Santos, Maria Luísa Vilão Palma e António Vicente Campinas dedicaram-lhe poemas. Era militante comunista, sendo membro do Comité Local de Quintos do Partido Comunista Português.

## Biografia
“Anteontem, numa questão entre trabalhadores rurais, ocorrida numa propriedade agrícola próximo de Baleizão, e para a qual foi pedida a intervenção da G.N.R. de Beja, foi atingida a tiro Catarina Efigénia Sabino, de 28 anos, casada com António do Carmo, cantoneiro em Quintos. Conduzida ao hospital de Beja, chegou ali já cadáver. A morte foi provocada pela pistola-metralhadora do sr. Tenente Carrajola, que comandava a força da G.N.R. No momento em que foi atingida, a infeliz mulher tinha ao colo um filhinho, que ficou ferido, em resultado da queda. A Catarina Efigénia tinha mais dois filhos de tenra idade e estava em vésperas de ser novamente mãe. O funeral realizou-se ontem, saindo do hospital de Beja para o cemitério de Quintos. Centenas de pessoas vieram de Baleizão para acompanharem o préstito, verificando-se impressionantes cenas de dor e de desespero. Segundo nos consta, o oficial causador da tragédia foi mandado apresentar em Évora.”

— Diário do Alentejo, 21 de Maio de 1954, com uma falsa referência à sua gravidez

### Primeiros anos
Nasceu em 13 de Fevereiro de 1928, filha de trabalhadores agrícolas. Começou a trabalhar em casa desde muito nova, não tendo frequentado a escola primária devido à falta de tempo.
Principiou a laborar na agricultura durante a adolescência. Aos dezassete anos casou-se com António Joaquim, que trabalhava como operário na Companhia União Fabril, tendo-se mudado para o Barreiro. Algum tempo depois, António Joaquim foi despedido da empresa, pelo que regressaram a Baleizão, onde Catarina Eufémia se voltou a empregar na agricultura, enquanto o seu esposo tornou-se cantoneiro.

### Assassínio
Em 19 de Maio de 1954, ocorreu uma manifestação de trabalhadores agrícolas em Baleizão, reivindicando melhores salários e condições de trabalho, tendo Catarina Eufémia liderado um grupo de catorze ceifeiras, que exigiam um aumento de salário de dois escudos por jorna. Quando os trabalhadores procuraram encontrar-se com o proprietário, este alertou a Guarda Nacional Republicana, que depressa chegou ao local, tendo cercado o grupo das ceifeiras na Herdade do Olival. A partir deste momento, existem vários testemunhos contraditórios sobre o acidente, embora tenham sido encontradas provas de que Catarina Eufémia tenha caído após ter sido agredida por um agente, e que quando se levantou foram disparados três tiros, atingindo-a mortalmente. Prestes da Fonseca não descartou a hipótese dos disparos terem sido acidentais, algo que era muito comum com as armas utilizadas pelo agente. O autor dos disparos foi identificado como o tenente Carrajola, segundo responsável pelo corpo de intervenção de Beja da Guarda Nacional Republicana. Na altura do seu falecimento, Catarina Eufémia tinha apenas 26 anos.
O funeral de Catarina Eufémia teve a presença de muitos populares, que protestaram contra o seu homicídio, tendo sido violentamente dispersados por agentes da Guarda Nacional Republicana. Nove camponeses acabaram por ser presos, tendo sido julgados e condenados a cerca de dois anos de prisão. De forma a evitar que fossem feitas romarias ao seu local de enterramento, os restos mortais não foram inicialmente depositados em Baleizão, mas na aldeia de Quintos. O corpo só foi transladado para Baleizão após a Revolução de 25 de Abril de 1974. Após o incidente, o viúvo e os três filhos voltaram a mudar-se para o Barreiro.
O tenete Carrajola foi levado a julgamento; foi absolvido, sendo a morte da camponesa justificada por um disparo acidental da arma. Foi transferido para Aljustrel, onde faleceu de causas naturais em 1964. Carrajola veio a ser agraciado com a ordem de Avis, grau Cavaleiro em 27 de setembro de 1958 
Após o seu falecimento, Catarina Eufémia tornou-se num ícone da resistência ao regime ditatorial. A sua simbologia foi principalmente formada pelo Partido Comunista, do qual foi militante. Porém, o autor Pedro Prostes da Fonseca questionou a ligação de Catarina Eufémia ao Partido Comunista no seu livro O Assassino de Catarina Eufémia, não existindo provas concretas que teria feito parte do partido, embora o seu esposo tivesse ligações com militantes comunistas. Catarina Eufémia chegou a combater contra ao regime, ao fazer a distribuição de jornais clandestinos.

## Homenagens

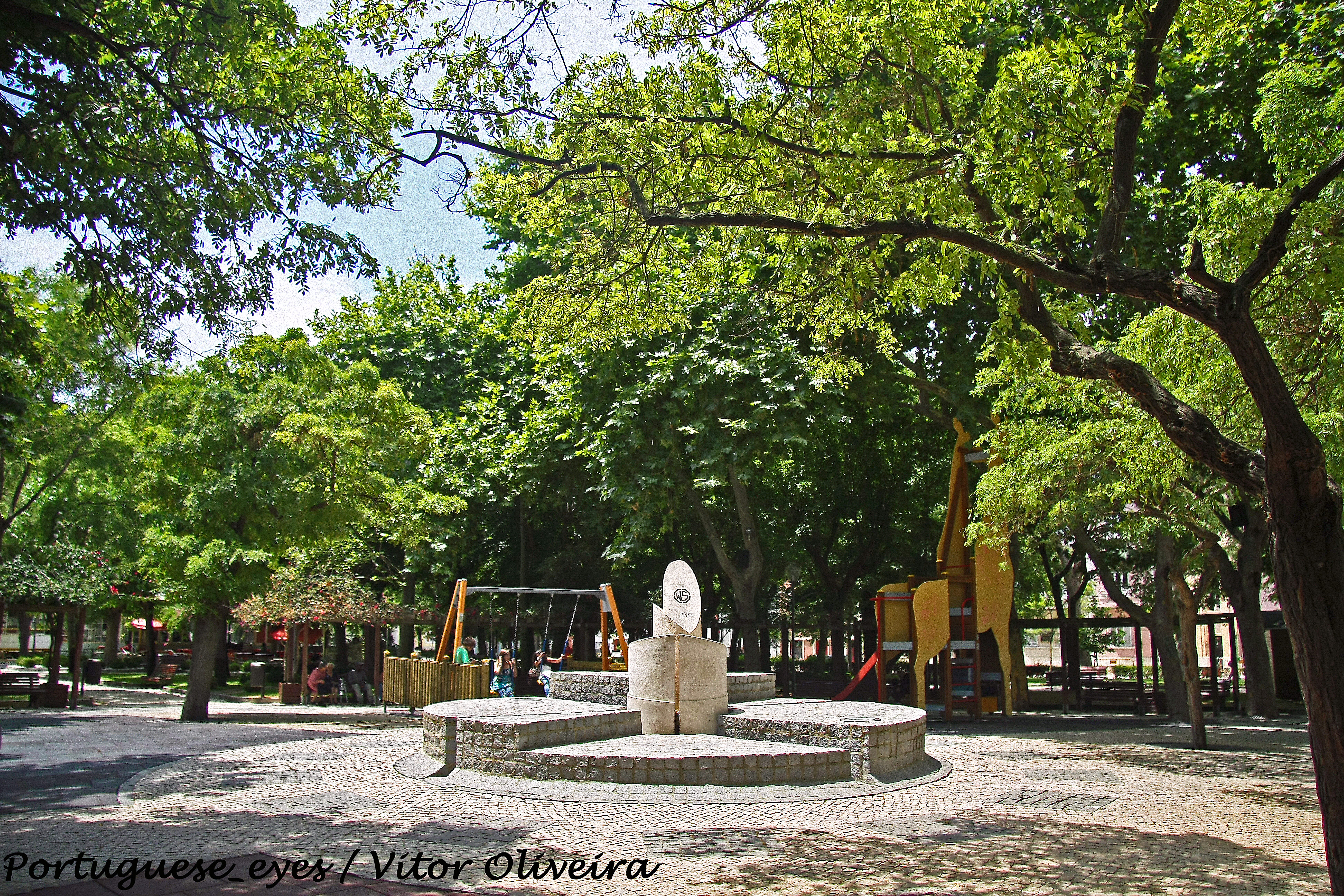
Parque Catarina Eufémia, na cidade do Barreiro

No local onde se deu o incidente, foi colocado um monumento em forma de foice, que pretendeu homenagear não só Catarina Eufémia, mas também os comunistas alentejanos que lutaram contra o regime. Todos os anos, o Partido Comunista faz uma romagem até ao monumento em 19 de Maio, para recordar a morte de Catarina Eufémia. Também foram organizadas romagens ao cemitério de Baleizão, em 19 de Maio de 2019 e 2020. Foi igualmente colocada uma estátua sua no largo central de Baleizão.
O nome de Catarina Eufémia foi colocado num parque no centro do Barreiro e em várias ruas e largos em território nacional, incluindo uma rua no Sobral da Adiça. Também foi homenageada pelo cantor José Afonso, pelo guitarrista Carlos Paredes na sua canção "Em memória de uma camponesa assassinada", e por vários escritores, como Carlos Aboim Inglez, Eduardo Valente da Fonseca, Francisco Miguel Duarte, Ary dos Santos, Vicente Campinas, e Sophia de Mello Breyner Andresen, no seu poema Catarina Eufémia.
Apesar do grande número de homenagens que lhe foram feitas, Prostes da Fonseca criticou o progressivo esquecimento de Catarina Eufémia, principalmente entre as camadas mais jovens, realçando a sua importância cultural, como um símbolo da resistência ao Estado Novo.

## Leitura recomendada
- GARRIDO, Manuel de Melo (1974). A Morte de Catarina Eufémia. A Grande Dúvida de Um Grande Drama. Beja: Associação de Municípios do Distrito de Beja
- SANTOS, Natália (2005). Catarina Eufémia: (Des)Montagem de um Mito. Coimbra: [s.n.]
- TORDO, João Tordo (2011). Anatomia dos Mártires. [S.l.]: Dom Quixote